# Gilbert- és Marshall-szigeteki csapások
A Gilbert- és Marshall-szigetek elleni taktikai csapásokat amerikai repülők és hadihajók hajtották végre a második világháborúban, 1942. február 1-jén a japán birodalmi haditengerészet helyőrségei ellen. A garnizonok felettese Inoue Sigejosi altengernagy, a 4. flotta parancsnoka volt. A szigeteken állomásozó japán légierő parancsnoka Gotó Ejdzsi ellentengernagy, az amerikai flottáé William Halsey altengernagy volt. Az akció elsődleges célja a válasz volt a Pearl Harbor elleni japán légitámadásra és szárazföldi előrenyomulásra. A meglepetésszerű támadások után a japán hadvezetés arra a következtetésre jutott, hogy minél hamarabb meg kell semmisíteni az amerikai repülőgép-hordozókat. Ez a doktrína vezetett a Korall-tengeri, majd pedig a midway-i csatához, amely az első nagy japán vereség lett.

## Előzmények

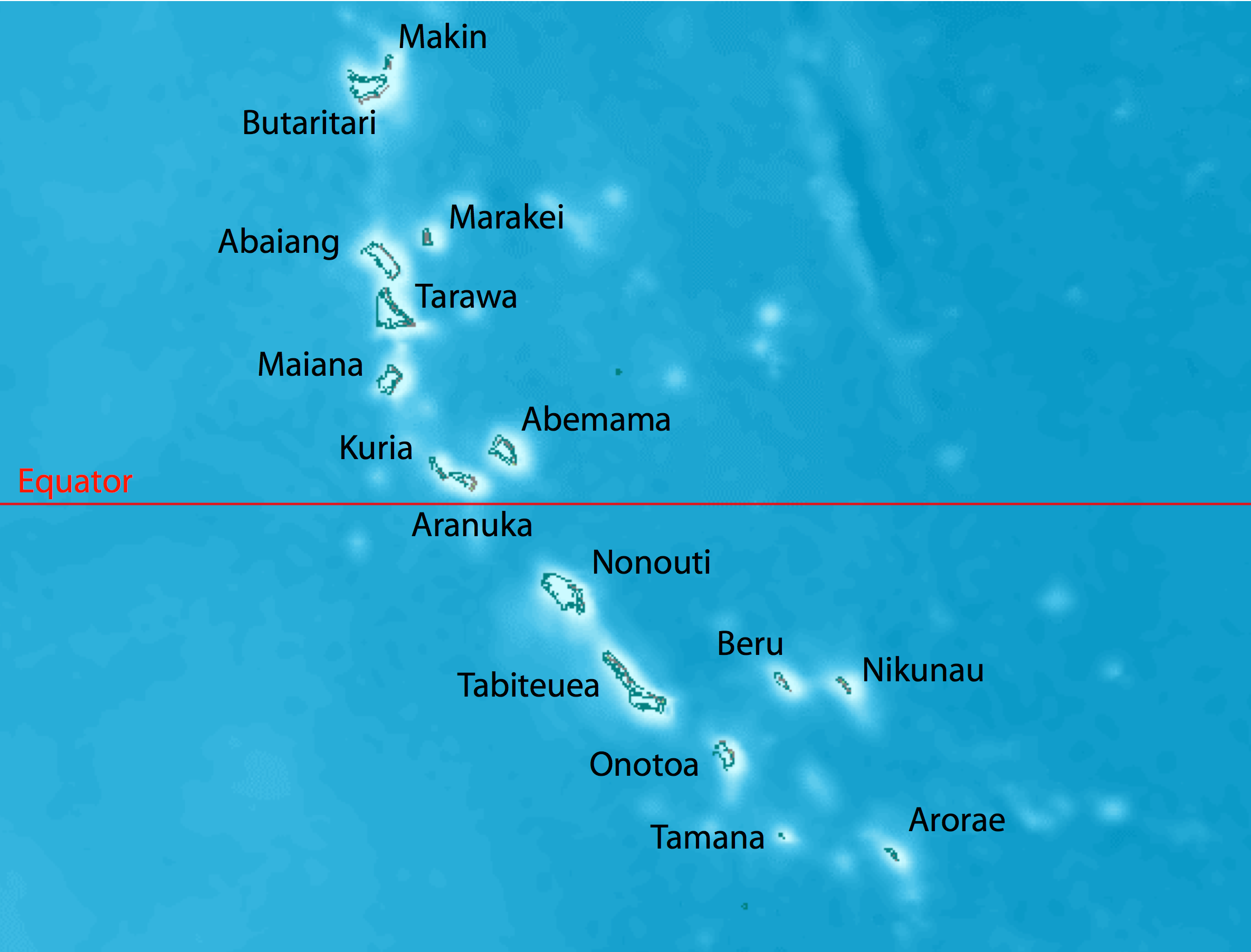
A Gilbert-szigetek térképe

A japán légierő 1941. december 7-én váratlanul megtámadta Pearl Harbort, a csendes-óceáni amerikai flotta bázisát, majd néhány órával az akció után megkezdte a Fülöp-szigetek bombázását. A japánok kihasználták a meglepetés erejét, és gyors ütemben terjeszkedtek: január 2-án elesett Manila és Cavite, 22-én a Salamon-szigeteki Bougainville, másnap Rabaul és Balikpapan. Az amerikai hadvezetés kereste a lehetőséget arra, hogy az addigi folyamatos védekezés helyett támadóan léphessen fel.
Január 9-én Chester Nimitz admirális kiadta a parancsot a Marshall-szigetek déli és a Gilbert-szigetek északi részei elleni légicsapásokra és haditengerészeti ágyúzására. A fő cél hadihajók, teherszállítók, repülőgépek, rádióállomások, raktárak, üzemanyagdepók, a japán légierő és haditengerészet infrastruktúrájának megsemmisítése volt. A feladatra kijelölt egységek január 25-én indultak el Szamoáról. A két harccsoport (Task Force) egy-egy repülőgép-hordozó köré csoportosult.
A TF HOW parancsnoka William Halsey altengernagy volt. Az általa irányított flotta zászlóshajója az Enterprise hordozó volt, amelyet a Ralph Talbot, a Blue és a McCall kísért. A Northampton, a Salt Lake City és a Dunlap, Raymond A. Spruance ellentengernagy parancsnoksága alatt Wotje ágyúzását, a Chester, a Balch és a Maury, Thomas M. Shock kapitány irányításával pedig Maleolap támadását kapta feladatául. A hadihajókat két tanker, a Platte és a Craven kísérte.
A TF FOX parancsnoka Frank Jack Fletcher volt. Az általa irányított flotta zászlóshajója a Yorktown hordozó volt, amelyet a Hughes, a Sims, a Russell, a Walke, a Louisville és a St. Louis kísért. A hadihajókat két tanker, a Sabine és a Mahan követte.

## Tervek

### TF HOW
A fő támadást az Enterprise indítja Kwajalein-atoll ellen, úgy, hogy a repülők nagyjából negyedórával napkelte előtt érjenek a szigetcsoporthoz. Ezzel párhuzamosan a Northampton, a Salt Lake City és a Dunlap ágyúzni kezdi Wotjét, a Chester, a Balch és a Maury pedig Maloelapra nyit tüzet. A csatahajókat eközben az Enterprise vadászgépei támogatják.
- Légicsapás – A bombázók elsődleges célja a Kwajalein-atoll egyik szigete, Roi elleni támadás, az ott tartózkodó hajók megsemmisítése. Ha a repülők nem bukkannak vízi járművekre, akkor a főszigetet, Kwajaleint támadják, segítve a torpedóvetők első hullámát. Ha maradnak célpontok, elindul egy második torpedóvető hullám is. Más gépek Roi és Kwajalein repülőterét, hangárjait, üzemanyagtartályait lövik és bombázzák. Hat-hat vadászgép támadja közben Wotje és Maloelap-sziget repülőterét, majd a csatahajók felett járőröznek.
- Wotje-sziget bombázása – A fő cél a szigetnél állomásozó hajók és a repülőtér megsemmisítése. Ez utóbbi elhelyezkedéséről nem voltak pontos adataik az amerikaiaknak, de az uralkodó szélirányból egy kelet-nyugati tájolású kifutópályát feltételeztek. Ezeket a célpontokat követték a parti létesítmények a fontossági sorrendben.
- Taroa-sziget bombázása – Az atollt először a Balch közelíti meg 7 óra 15-kor, amelyet 900 méteres távolságra a Chester, majd a Maury követ, és onnan lövik a célpontokat.[1]

### TF FOX
A Yorktown fedélzetéről induló támadás célpontjai: Jaluit, Makin és Mili. A repülőgépek negyedórával napkelte előtt érkeznek a szigetekhez, és a Nimitz által kialakított fontossági sorrendben támadják a célpontokat.

## A TF HOW támadásai

### Roi és Kwajalei

#### Légitámadások

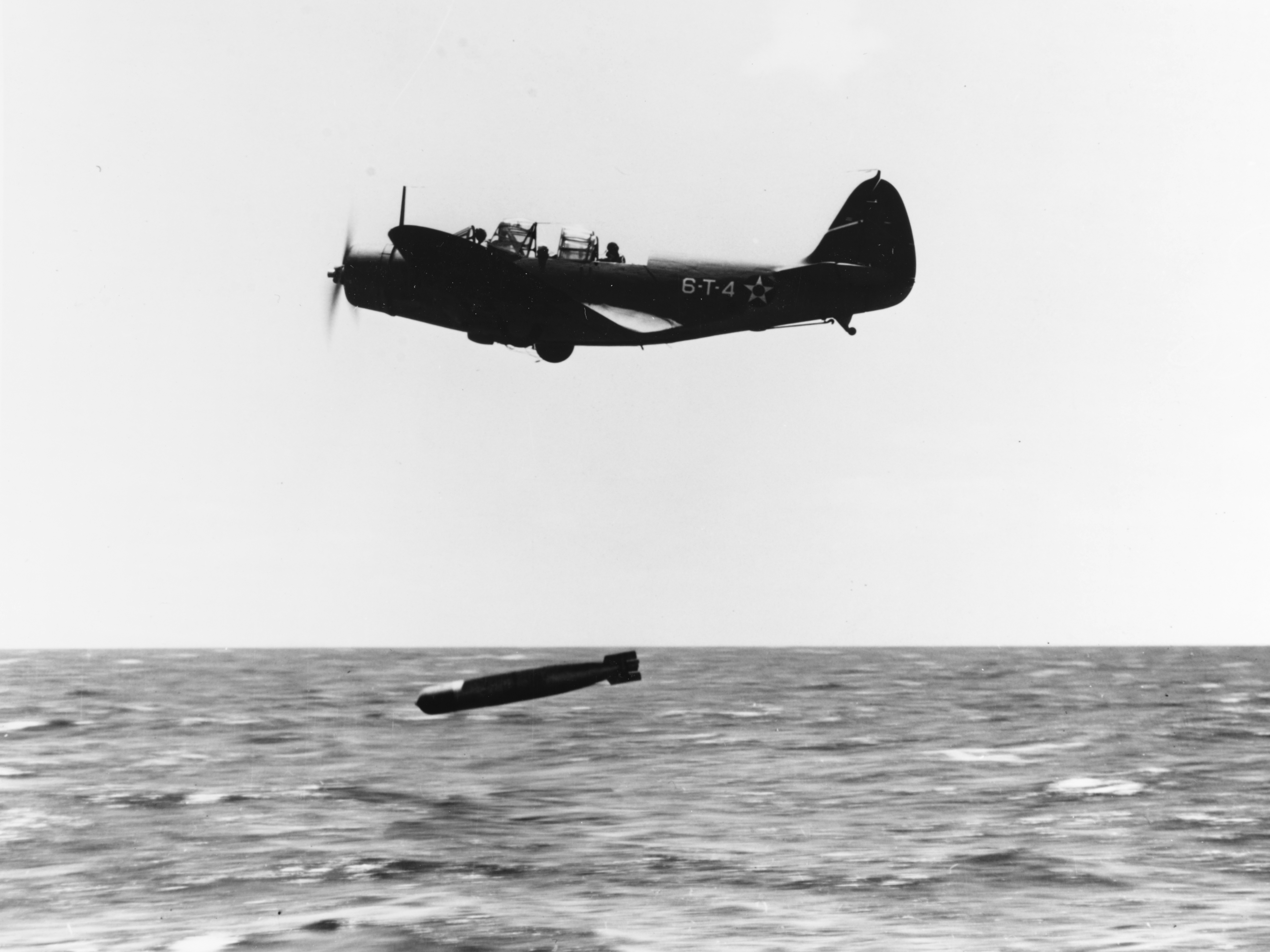
Amerikai torpedóvető akcióban

Három perccel négy óra után az Enterprise szél felé állt, és a gépek megkezdhették a felszállást. Először négy F4F Wildcat hagyta el a hajót, majd 36 (egyenként egy 225 és két 45 kilogrammos bombával felszerelt) zuhanóbombázó következett, amelyek 5 óra 8 percre felszálltak a hordozóról. A gépeket kilenc torpedóvető és további bombázók követték. 6.30-ra a Roi és Kwajalein ellen induló valamennyi gép a levegőben volt, és a sötétben felvették az alakzatot, majd elindultak a 250 kilométerre fekvő atollok felé.
Roit három hullámban támadták az amerikai zuhanóbombázók. A levegőben párharcok alakultak ki a támadók és a japán gépek között. Az amerikaiak négy gépet, a japánok hármat veszítettek. A torpedóvetők nem ütköztek japán ellenállásba Kwajalein megközelítése közben. A Roit támadó zuhanóbombázók parancsnoka két hordozót látott Kwajaleinnél, de azokról kiderült, hogy nagyméretű kereskedelmi hajók. A szigetnél kilenc teherhajót, két négymotoros hidroplánt találtak a lagúnában. Az első bombát 6.58-kor, az utolsót 7.11-kor oldották ki. A légvédelmi tűz erősebb és pontosabb volt a vártnál. A torpedóvetők 9.35-kor landoltak az Enterprise-on.
Hét óra után öt perccel megérkezett tíz zuhanóbombázó, amelyet Roi támadásáról vezényeltek át Kwajaleinre. Erős légvédelmi tűzben közelítették meg a szigetet, majd dobták le bombáikat. Kevéssel fél nyolc után újabb kilenc torpedóvető indult az amerikai anyahajóról az atoll ellen. A pilóták számos teher- és csapatszállító hajóra bukkantak a part mentén, a lagúna közepén pedig egy cirkáló horgonyzott. A gépek, miután kioldották a robbanószereket, visszafordultak, és fél 12 körül landoltak a hordozón. Három gépen repeszek és lövedékek ütötte lyukak voltak.

### Taroa

#### Légitámadások
Hat óra után tíz perccel öt vadászgép, mindegyik egy 45 kilogrammos bombával felszerelve, indult Taroa ellen. Egy hatodik repülő felszállás közben a vízbe csapódott, pilótája meghalt. A repülők a szigeten felfedeztek egy vadonatúj légi bázist, a földön több géppel. Az amerikaiak megtámadták a repteret, légi harcban pedig két japán vadászgéppel végeztek. A pilóták beszámolói szerint a gyújtólövedékek több, földön álló gépet is megrongáltak, legalább egyet elpusztítottak. 

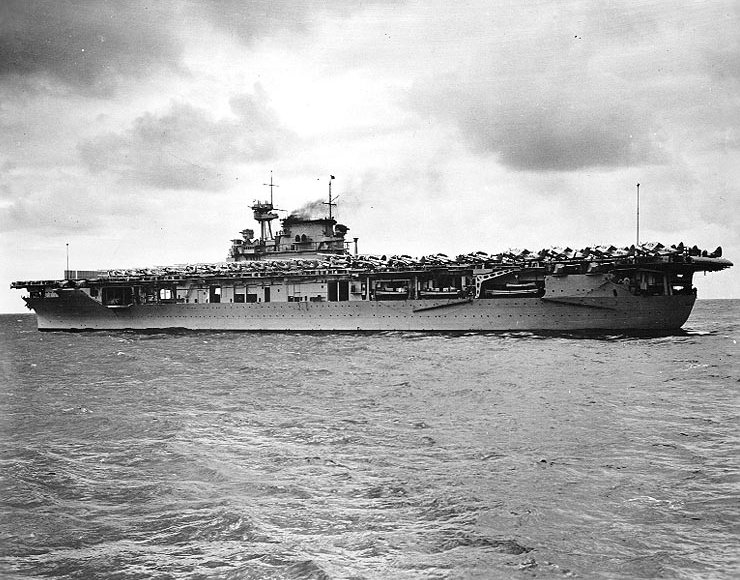
Az Enterprise repülőgép-hordozó, a HOW-csoport zászlóshajója

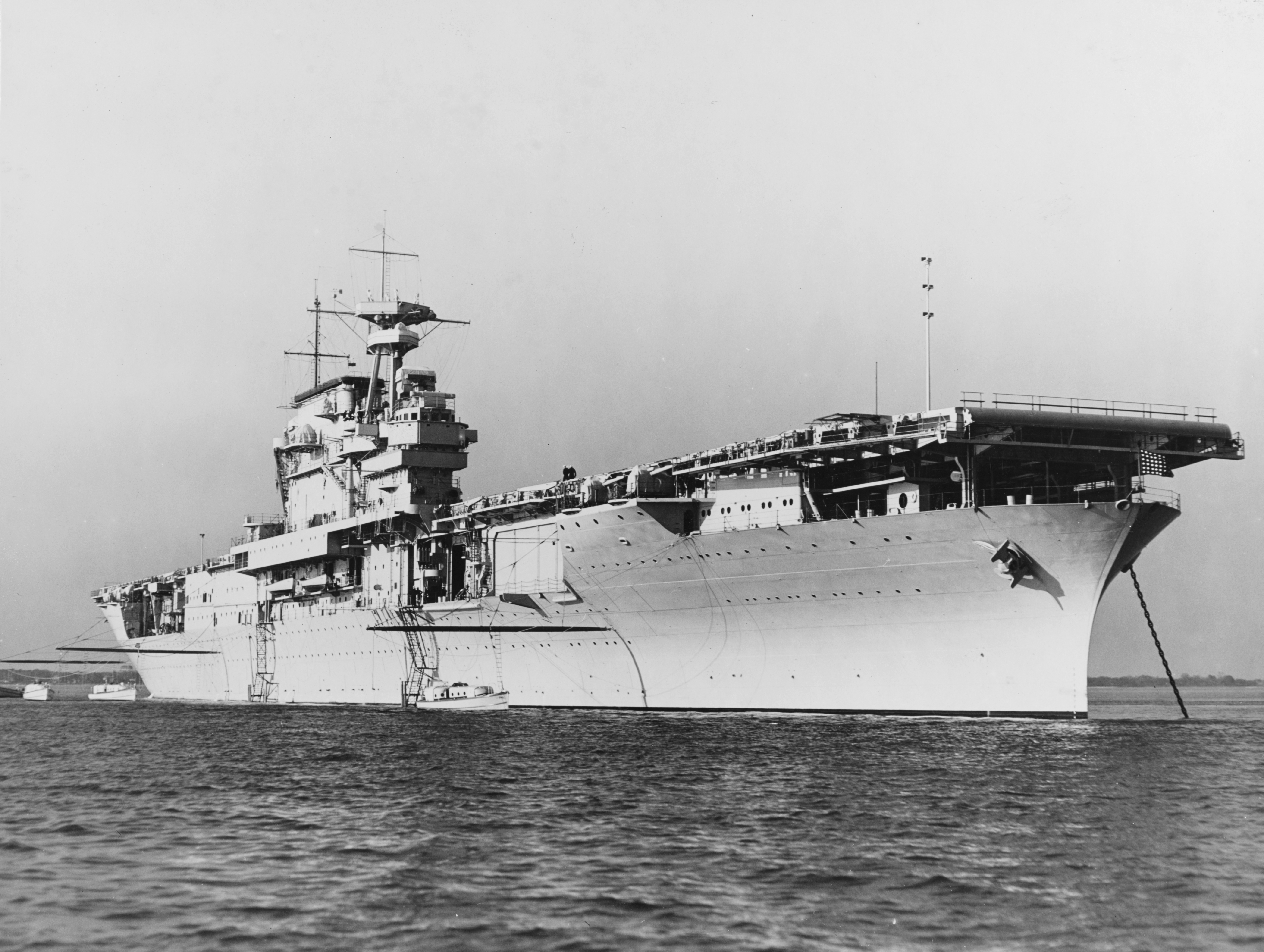
A Yorktown anyahajó, amely a midwayi csatában süllyedt el

Kilenc óra 35-kor kilenc olyan zuhanóbombázó indult a sziget ellen, amely részt vett a Kwajalein elleni hajnali támadásban. Amikor megérkeztek, a sziget sértetlennek tűnt, nem lehetett látni nyomait a korábbi bombázásnak. A repülőtér hangárjai és épületei sértetlenek voltak. Az észak-déli kifutópálya mentén 12 kétmotoros bombázó állt egy sorban, és északi hangár előtt öt, az észak-déli kifutópálya déli végén pedig hat vadászgép parkolt. Két másik bombázót is láttak távolabb.
Az első amerikai gép a bombázók közé dobta robbanóeszközeiket. A parkoló gépek közül négy megsemmisült, és három kisebb vadászgép is kigyulladt. A második gép eltalált egy hangárt, amelyben valószínűleg benzint tároltak, mert a lángok nagyon magasra csaptak. Ez a gép Ollot-sziget felé folytatta útját, ahol megbombázott egy épületet és egy rádió- vagy elektromos állomásnak tűnő házat. A harmadik támadó három vadászgépet semmisített meg.
A második hullám vezérgépe háromezer méteres magasságból dobta le 45 kilogrammos bombáját, amely az álló repülők közé csapódott: egy bombázó és két vadászgép megsemmisült. A gép 225 kilogrammos bombája a hangároktól délkeletre álló olajtartályt találta el. A gép ezután az Ollot-sziget felé repült, ahol bombát dobott egy légelhárító-ütegre. A csoport második repülője az első támadásban ledobta mindhárom bombáját, a harmadik pedig egy barakkot vagy adminisztrációs célú épületet támadott. Az akció után a két gép egy kisebb bárkát géppuskázott.
A harmadik hullám vezérgépe telibe találta a déli hangárt a 225 kilogrammos bombával, majd a parkoló gépekre ejtette a két kisebb bombáját. A robbanószerkezet a kifutópálya közepén ért célba. A második gép az északi hangárt célozta meg valamennyi bombájával, de nem látta, hogy eltalálta-e. A harmadik gép bombái a hangárok között robbantak, és valószínűleg nem okoztak kárt egyikben sem. A visszafelé haladó gépeket üldözőbe vette egy japán vadász, de nem sikerült lelőnie egyik amerikait sem.
Tíz óra tizenötkor kilenc újabb bombázó indult az Enterprise fedélzetéről Taroa ellen. A bombázókat vadászgépek és légelhárító-tűz fogadta; az egyik japán repülőt géppuskával lelőtték. Ezután a gépek ledobták bombáikat a repülőtérre, és újabb párharcokba keveredtek, amelyek során két gépet megsemmisítettek. Egy amerikai gép lezuhant.

#### Haditengerészeti tűz
Hét óra tizenöt perckor először a Chester nyitott tüzet  a szigetre. A haditengerészeti egységeket japán zuhanóbombázók és parti ütegek támadták, fő célpontjuk a Chester volt. Nyolc óra 20 perckor egy kisebb bomba robbant a fedélzetén, de nem okozott komoly kárt.

### Wotje

#### Légitámadások
A Wotje-szigetet megtámadó hat vadászgép először nem ütközött ellenállásba, de a második hullámot már ellenséges tűz fogadta. Negyed nyolckor a Northampton, a Salt Lake City és a Dunlap tüzet nyitott a szigetre. A célpontok a lagúnában horgonyzó nagy teherhajók és cirkálók voltak. A Dunlap eközben elsüllyesztett egy kisebb járőrhajót. A hajók 8.52-kor szüntették be a tüzet.
Negyed tizenkettőkor nyolc zuhanóbombázó és kilenc torpedóvető indult a sziget felé, hogy olyan célpontokat keressenek, amelyek túlélték a haditengerészet ágyúzását. A repülőtér teljesen megsemmisült, és a kikötőben a korábbi 8-9 helyett már csak két hajó horgonyzott.

### Enterprise
A nap folyamán japán zuhanóbombázók többször is támadták az Enterprise kötelékét. A hajót leginkább megközelítő bomba mindössze kilenc méterre robbant a hordozó bal oldala mellett. A repeszek 13 lyukat ütöttek az egyik üzemanyag-vezetékbe. Az egyik támadás után egy japán gép elvált a többitől, és megpróbálta lőni a fedélzeten álló gépeket, esetleg közéjük akart csapódni, de ez nem sikerült neki. A zuhanó gép szárnya mindazonáltal levágta az egyik várakozó repülő függőleges vezérsíkját. Az amerikai gép annyira megrongálódott, hogy nem lehetett javítani, ezért belökték a tengerbe.

## A TF FOX támadásai

### Jaluit

#### Légitámadások
Jaluit szigete ellen 11 torpedóvető és 17 zuhanóbombázó indult. Az első gépek, elég rossz látási viszonyok között, 7.25-kor támadtak dél felől. A visszatérő gépek jelentése szerint közvetlen találat ért egy teherhajót, amely kigyulladt. Ugyanezt a hajót később egy torpedóvető is eltalálta. Egy másik hajó közvetlen közelében három bomba robbant, és többször végiggéppuskázták az amerikai repülők. Számos bombát dobtak a gépek adminisztratív épületekre. A tervek szerint egy második támadást is indított volna a Yorktown, de ezt a rossz idő miatt lefújták.

### Makin

#### Légitámadások

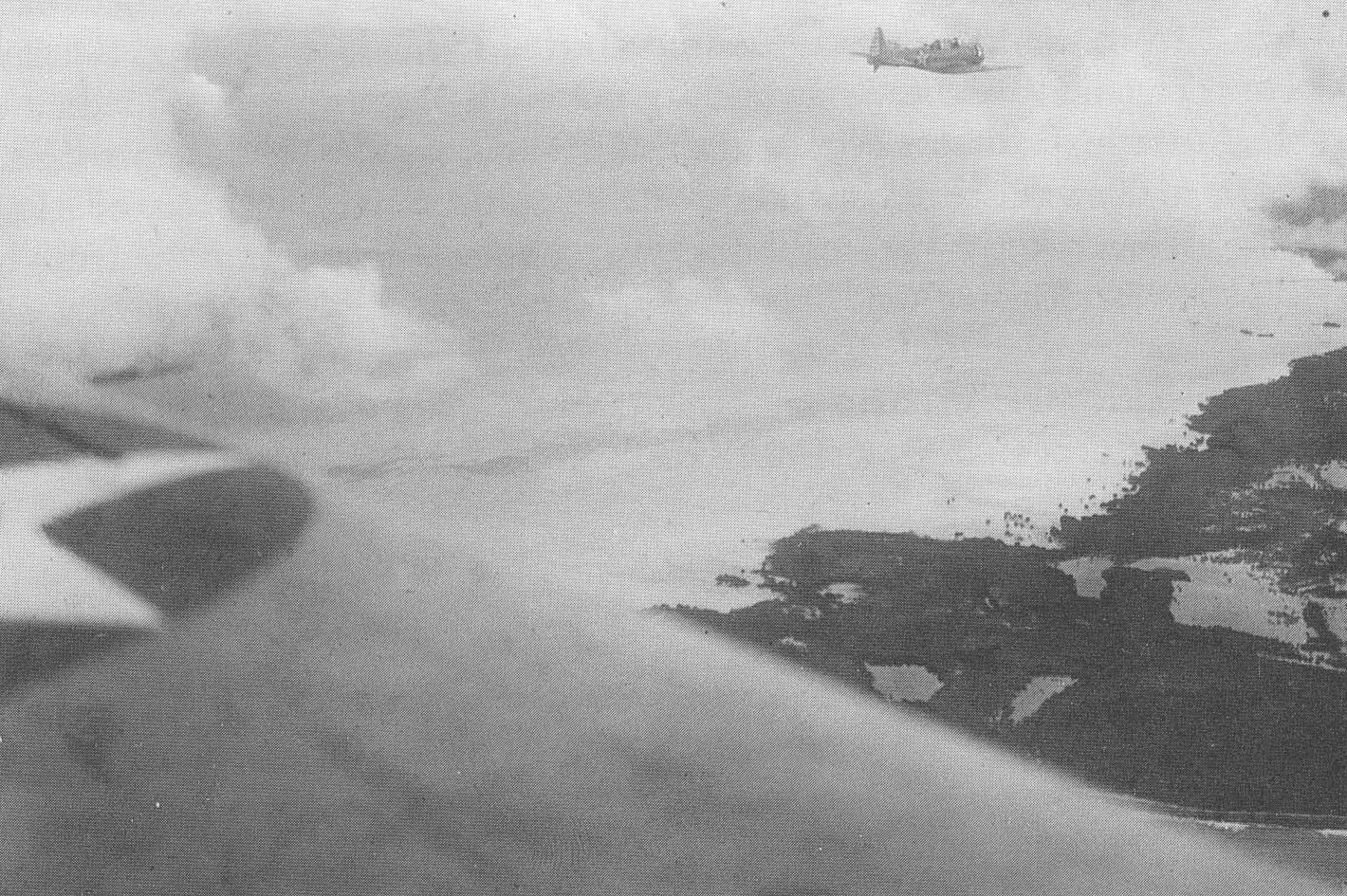
A Yorktown gépei Makin felett

Makin szigetét kilenc, egy darab 225 kilogrammos bombával felszerelt zuhanóbombázó támadta. A lagúnában egy nagyjából nyolcezer tonnás hidroplánszállító és két négymotoros hidroplán horgonyzott. Az amerikai gépek valamennyi bombájukat ledobták, majd géppuskával lőtték az öböl célpontjait. A gépek pilótái úgy látták, hogy legalább két közvetlen találat érte a hordozót.

### Mili

#### Légitámadások
A Mili-atoll ellen induló öt zuhanóbombázó 6.04-kor emelkedett a magasba, és rossz időben közelítette meg a szigetet. A nagyjából négyezer méteres magasságban érkező repülők nem láttak katonai célpontokat, ezért lejjebb ereszkedtek. Mindössze néhány raktárépületre bukkantak, amelyekre bombát dobtak. Az alacsony repülési magasság miatt nem látták, hogy értek-e el találatot.

### Yorktown
A Task Force FOX támadása teljesen váratlanul érte a japánokat, hiszen egyetlen felszíni hajójuk sem zavarta meg az amerikai flottát. A hordozót kísérő rombolók ellen egy négymotoros japán gép intézett eredménytelen támadást. A gépet később a vadászok lelőtték.

### Louisville
A Louisville cirkáló elveszítette egyik felderítő gépét az akció során. A repülő 6.42-kor indult járőrözni, feladata a japán tengeralattjárók keresése volt a hordozó 7,5 kilométeres körzetében. A gépet 12.26 órakor rádión hívták, de nem válaszolt.

## Az akció távlati eredménye
Az amerikai akciók nem hoztak látványos eredményeket, a japánok folytatták előretörésüket a Fülöp-szigeteken és a Holland Kelet-Indiákon. A támadások mindazonáltal fontosak voltak az amerikai közvélemény és harci morál szempontjából, kevéssel a Pearl Harbor-i légitámadás és a Wake-szigetek elvesztése után. Az amerikaiak az akciókkal tapasztalatot is szereztek a hordozókkal végrehajtott támadásokról. A japánok azt a következtetést vonták le a támadásból, hogy a lehető leghamarabb meg kell semmisíteniük az amerikai anyahajóflottát. Ez vezetett később a Midway-szigeteki csatához.